# Marzia Grossi
Marzia Grossi (* 2. September 1970) ist eine ehemalige italienische Tennisspielerin.

## Karriere
Mit acht Jahren begann Grossi Tennis zu spielen. Auf der WTA Tour gewann sie mit den San Marino Open 1993 einen Einzeltitel. Im Finale besiegte sie Barbara Rittner mit 3:6, 7:5 und 6:1. Ihr bestes Grand-Slam-Ergebnis im Einzel war die dritte Runde der French Open 1994.
Für die italienische Fed-Cup-Mannschaft bestritt sie 1994 zwei Partien im Doppel, von denen sie keine gewann.

## Turniersiege

### Einzel
| Nr. | Datum          | Turnier    | Kategorie   | Belag | Finalgegnerin   | Ergebnis      |
| --- | -------------- | ---------- | ----------- | ----- | --------------- | ------------- |
| 1.  | 1. August 1993 | San Marino | WTA Tier IV | Sand  | Barbara Rittner | 3:6, 7:5, 6:1 |

## Abschneiden bei Grand-Slam Turnieren

### Einzel
| Turnier         | 1993 | 1994 | Bilanz | Karriere |
| --------------- | ---- | ---- | ------ | -------- |
| Australian Open | —    | 1    | 0:1    | 1        |
| French Open     | 1    | 3    | 2:2    | 2        |
| Wimbledon       | —    | 1    | 0:1    | 1        |
| US Open         | —    | 1    | 0:1    | 1        |

### Doppel
| Turnier         | 1989 | Bilanz | Karriere |
| --------------- | ---- | ------ | -------- |
| Australian Open | —    | 0:0    | —        |
| French Open     | —    | 0:0    | —        |
| Wimbledon       | 1    | 0:1    | 1        |
| US Open         | —    | 0:0    | —        |